# Syðradalur (Kalsoy)
Syðradalur is een dorp dat behoort tot de gemeente Húsa kommuna in het zuiden van het eiland Kalsoy op de Faeröer. Syðradalur heeft 5 inwoners. De postcode is FO 795. Op het eiland Streymoy is er ook nog een plaats met de naam Syðradalur.

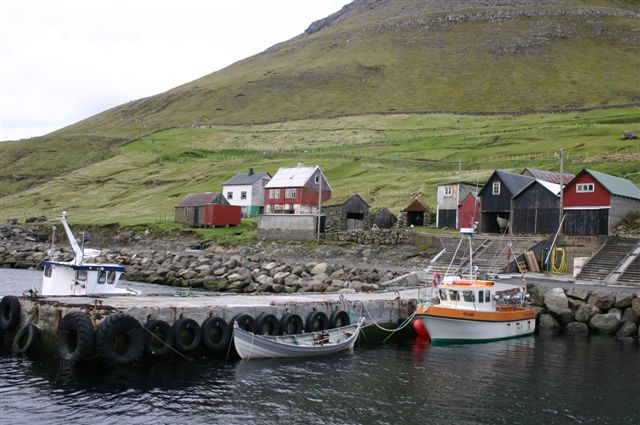
Syðradalur